# 大崎合戰
大崎合戰（羅馬字：Ōsakigassen）是天正16年（1588年）間，伊達政宗軍與大崎義隆・最上義光連合軍的戰鬥。

## 經過

### 開戰前的情勢
因為豐臣秀吉就任關白和政宗繼任家督後引起的一連串軍事行動，使得以伊達氏為中心的南奥羽外交秩序受到破壞，趁著政宗的父親輝宗死去為契機，原本的伊達同盟和從屬勢力逐一離反。
處於伊達領北面的舊奥州探題大崎氏（義隆的父親義直在天文5年（1536年）為了鎮壓家中的內紛，而借助伊達稙宗的勢力平叛，於是被迫從屬於伊達氏。義直在天文之亂中乘機討伐稙宗送入的養子義宣並避免被伊達氏合併吸收，但是直到伊達輝宗一代為止，大崎氏依然是從屬於伊達氏）亦有再次離反伊達氏並獨立的行動。
豐臣秀吉的九州征伐後不久，大崎氏內部因為當主義隆的寵童之間的鬥爭，造成家中陷入內紛。大崎氏重臣岩手澤城城主氏家吉繼邀請政宗派遣援軍協助平叛。天正16年（1588年）1月，藉由鎮壓大崎氏內紛的名義，政宗派遣陣代濱田景隆，以及留守政景、泉田重光、小山田賴定等人出兵。另一方面，決定迎擊的大崎義隆以中新田城為防衛據點，以南條隆信為守將並展開籠城戰。

### 合戰的經過
政宗把大約1萬人（有說法指是5千人）的兵力送入大崎領，但是在戰略方針上，留守政景和泉田重光意見不同，產生激烈的對立，伊達勢在不協調的狀態下開啟戰端。
2月2日，泉田重光率領的伊達軍先陣進攻中新田城，但是城池被濕地包圍，以及因為大雪而難以活動，於是被迫撤退。捕捉到這次好機會的大崎軍從城內突出並把伊達軍擊破。而從伊達方投向大崎方的留守政景的岳父鶴楯城城主黑川晴氏（黑川氏是斯波氏的一門最上氏的分家，在伊達稙宗一代從伊達的一門飯坂家迎入養子（黑川景氏）而成為伊達氏的一員）更從伊達勢的後方襲擊，被前後挾擊的伊達勢潰走並朝新沼城方向撤退，但是尾隨而來的大崎勢把城池包圍。23日，被困在新沼城的留守政景接受黑川晴氏的斡旋條件，送出泉田重光、長江勝景（葛西晴信和相馬義胤的義兄）為人質來換取解圍，雙方成立和議，政景在29日從新沼城撤出，在收容殘兵後撤退。
而大崎氏的分家最上義光（正室是大崎氏）亦不容許政宗武力介入大崎家內部，於是率5千兵作為援軍前往支援大崎軍並攻略伊達領黑川和志田兩郡。
另一方面，在伊達領的南方，蘆名義廣在2月12日派遣大內定綱攻略苗代田城，伊達方的小手森城城主石川光昌依賴相馬義胤而離反（這次行動是包含在郡山合戰），在南北面都被進攻的政宗陷入進退兩難的局面。

### 戰後
5月，政宗的母親義姬（義光的妹妹）在戰場中現身並衝到兩陣營之間請求義光停戰。結果，在向大崎氏提出把泉田重光帶到山形城並繼續作為人質的條件下，幾方達成和睦。而乘著最上家救援大崎，上杉景勝無視惣無事令而侵攻並成功奪去最上領庄内（十五里原之戰）。
受到最上支援而擊退政宗的大崎氏在翌年（1589年）因為政宗在摺上原之戰中勝利並消滅蘆名氏，受到壓迫下再度從屬於伊達氏。